# Avon (Ohio)
Avon è un comune degli Stati Uniti d'America, situato nello stato dell'Ohio, nella contea di Lorain.